# Pseudomonardia elongata
Pseudomonardia elongata är en tvåvingeart som beskrevs av Jaschhof 2003. Pseudomonardia elongata ingår i släktet Pseudomonardia och familjen gallmyggor. Inga underarter finns listade i Catalogue of Life.